# Neukematen
Neukematen est un petit village ou hameau autrichien situé dans la municipalité de Kematen an der Krems, qui symbolisa une étape importante de la liberté de religion en Autriche.

## Histoire
Le 13 octobre 1781, l'empereur Joseph II] publie l'édit de tolérance (Toleranzpatent). Cette loi donne le droit aux protestants de construire des lieux de culte et des écoles, les autorisant ainsi à pratiquer leur foi ouvertement. Toutefois, ces édifices doivent être situés à l'écart des autres villages et ne doivent pas comporter d'éléments très visibles (tels qu'une tour).
Deux ans plus tard, après avoir été 150 ans de persécutions, 300 protestants se retrouvent sur le territoire situé entre les villages de Kremsmünster et de St. Florian, et envisagent de construire un temple dans la « zone neutre » située entre Wels, Linz et Steyr : Neukematen a été choisi comme lieu privilégié. Le 27 novembre 1783, le curé Christian Tobias Hahn inaugure l'édifice et célèbre l’office pour la première fois.
En 1784, la cure et l’école sont achevées. Ce n'est qu'en 1849 que le permis de construire des clochers est établi.
En 1850, la commune compte déjà environ 700 habitants. La communauté évangélique de Neukematen a des adeptes à Piberbach, Kematen/Krems, Eggendorf, Allhaming, Neuhofen an der Krems, St. Marien, Schiedlberg, Sierning, Rohr im Kremstal et dans des parties des communes de Kremsmünster et de Waldneukirchen.
Seize ans plus tard, la communauté a acheté des cloches pour le temple. Mais à cause d’un manque de budget, elles sont tout d'abord placées dans une tour de bois (16 m de hauteur). En 1878 débute la construction de la tour bétonnée, terminée en 1881. En 1884, un orgue est acheté. Ce n’est qu’en 1961 que l’assimilation juridique totale a lieu en Autriche (selon la doctrine « Une église libre dans un état libre. »).
De 2001 à 2004, le temple a été rénové. Il s'agit aujourd'hui du plus ancien édifice religieux protestant toujours utilisé en Autriche.

## Sources
- (de) « Site du village » (consulté le 7 mai 2007)
- (de) « Histoire du village » (consulté le 7 mai 2007)